# Communist Women's International
Communist Women's International, var en internationell kommunistisk organisation för kvinnor, grundad i Moskva 1920.
Kommunismen hade officiellt antagit lika rättigheter mellan könen under Andra internationalen. Efter första världskriget, när kommunismen i Europa desorganiserats, samtidigt som den tagit makten i Ryssland efter ryska revolutionen, grundades Communist Women's International av den sovjetiska regeringen för att föra fram kommunismen bland kvinnor internationellt, precis som Röda fackföreningsinternationalen fyllde samma funktion bland arbetare, och blev 1925 formellt en del av Tredje internationalen.